# Nötsveden
Nötsveden är en bebyggelse på Gräsö i Gräsö socken i Östhammars kommun. Från 2015 avgränsar SCB här en småort.